# Ghur as-Safi
Ghur as-Safi (arabiska: غور الصافي), eller as-Safi, är en ort i Jordanien. Den ligger i provinsen al-Karak, i den centrala delen av landet, 110 km söder om huvudstaden Amman. Antalet invånare är 15 200.